# 劉和然
劉和然（1964年9月20日—），中華民國政治人物，中國國民黨籍，出身於彰化縣竹塘鄉，現任新北市副市長。曾任新北市政府副秘書長、環境保護局局長、臺北縣政府教育局局長，以及臺北縣立義學國民中學校長。